# Kunszentmárton
Kunszentmárton é uma cidade da Hungria, situada no condado de Jász-Nagykun-Szolnok. Tem 143,65 km² de área e sua população em 2019 foi estimada em 8.034 habitantes.